# ВГНВЖ
ВГНВЖ (раніше рос. «Вагоновожатые», дос. «вагоноводи») — український музичний гурт, який створили 2013 року колишній фронтмен дніпровського колективу «И Друг Мой Грузовик» Антон Слєпаков і гітарист Валентин Панюта, раніше відомий за харківським гуртом «Lюk».

## Історія
Ідея гурту з'явилася в Антона Слєпакова і Валентина Панюти в 2012 році, при зустрічі в одній із кав'ярень Харкова. Музика Панюти виявилася тим, чого не вистачало Слєпакову в проекті НеГрузовики, який на той час вичерпав себе. Після того, як було записано дебютний трипісенний синґл «Сгруппироваться» (випущений 1 квітня 2013) і мініальбом «Без трамваев» (випущений 16 жовтня того ж року і записаний на кошти, зібрані шляхом краудфандингу), до гурту приєднався ударник Стас Іващенко, який до цього грав в донецькому гурті DOK. Такий досить «зірковий» склад дозволяє характеризувати «Вагоновожатые» як супергурт. Першим записаним із живими ударними релізом став синґл «Упасть с тандема». Після того, як у складі колективу з'явився барабанщик, «Вагоновожатые» почали давати живі концерти. Доти Слєпаков і Панюта обмежувалися студійними записами, часто не зустрічаючись особисто, але обмінюючись своїми частинами роботи через інтернет.
Третій альбом гурту «Вогнепальне», презентований у травні 2021, записано повністю українською мовою..

## Дискографія
Альбоми
- Вассервага, 2015
- Референс, листопад 2018
- Вогнепальне, травень 2021

Мініальбоми
- Сгруппироваться, квітень 2013
- Без трамваев, жовтень 2013
- Упасть с тандема, 2014
- Стартап Молодость, 2016

Синґли
- Хундервассер Хунта, 2015
- Человеческие Слабости, жовтень 2018
- Касета, 2020
- ZNO, 2020